# Stanisław Zajdel (sztangista)
Stanisław Zajdel (ur. 1955) – polski sztangista, reprezentant Polski.

## Życiorys
Karierę sportową rozpoczął w Krośnie. W młodości trenował początkowo biegi sprinterskie, później rozwijał karierę w podnoszeniu ciężarów. Będąc uczniem Zasadniczej Szkoły Zawodowej w 1971 w drodze przypadku został sztangistą wobec zapotrzebowania drużyny Karpat Krosno na zawodnika wagi muszej po 10-dniowym treningu wystąpił w zawodach w lidze okręgowej. Przez następne dwa lata pozostawał zawodnikiem Karpat zdobywając mistrzostwo województwa rzeszowskiego w kategorii młodzieżowców w wadze koguciej. W 1973 został zawodnikiem Sanoczanki Sanok, gdzie rozpoczął profesjonalne treningi pod kierunkiem trenera Bogumiła Freja. W grudniu 1973 zwyciężył w zawodach najmłodszych zawodników w ramach klubu Sanoczanki. W 1974 na mistrzostwach Polski juniorów w Szczecinie zdobył brązowy medal w kategorii koguciej w dwuboju uzyskując wynik 200 kg. Był to historycznie pierwszy medal na imrezie tej rangi zdobyty przez reprezentanta województwa rzeszowskiego. W listopadzie 1975 zajął IV miejsce na młodzieżowych mistrzostwach Polski w Warszawie (waga kogucia) i w barwach drugiej reprezentacji Polski uczestniczył w zawodach międzypaństwowych w Ciechanowie w meczu z Bułgarią zajmując II miejsce. W 1974 został absolwentem Liceum Ekonomicznego w Sanoku. Pod koniec tego roku nie występował w zawodach z powodu choroby (żółtaczka), a w tym czasie był już trenowany przez trenera Krzysztofa Łagodzica. Powróciwszy do czynnego sportu i zawodów w listopadzie 1975 zajął czwarte miejsce na młodzieżowych mistrzostwach Polski w Warszawie (wynik 215 kg). W tym samym czasie wywalczył z Sanoczanką drużynowy awans do I ligi. W maju 1976 zdobył w Sanoku złoty medal mistrzostw okręgu rzeszowskiego wynikiem 225 kg w wadze koguciej i ustanawiając rekord w podrzucie (127,5 kg). W tym samym miesiącu na mistrzostwach Polski seniorów edycji 1976 w Bydgoszczy zdobył srebrny medal w wadze koguciej z wynikiem 242,5 kg (110 + 132,5 kg), pokonując m.in. Zygmunta Smalcerza. W październiku 1976 uczestniczył w międzypaństwowym meczu Polska-Finlandia (6:3), w którym odniósł zwycięstwo w wadze kogucie wynikiem 232,5 kg. W listopadzie 1976 w Elblągu zdobył złoty medal na MP Młodzieżowców do lat 23 w wadze koguciej uzyskując wynik 237,5 kg (105 kg + 132 kg; pokonał wówczas ówczesnego mistrza olimpijskiego z Monachium Zygmunta Smalcerza o 17 kg). Wraz z innym zawodnikiem Sanoczanki, Markiem Bajdą, został powołany do reprezentacji Polski na turniej o Wielką Nagrodę Berlina w dniach 27-30 stycznia 1977, gdzie wygrał zawody w wadze koguciej, uzyskując wynik 235 kg (100 kg + 125 kg) i został najlepszym Polakiem w zawodach. W marcu 1977 wygrał rywalizację w wadzie do 56 kg podczas meczu Polska-Irak, wygranym 8:2. W kwietniu 1977 zdobył mistrzostwo okręgu rzeszowskiego zorganizowanych w Przemyślu. W maju 1977 odniósł zwycięstwo w kategorii 56 kg podczas Memoriału Jeana Dame w St. Maur (Francja) wynikiem 237,5 kg w dwuboju (107,5 kg i 130 kg) pokonując m.in. ponownie Z. Smalcerza. Na MP 1977 w Gliwicach zdobył srebrny medal oraz zajął drugie miejsce na zawodach o Puchar Przyjaźni w Wilnie. Do końca 1977 wystąpił 30 razy w barwach reprezentacji Polski w międzypaństwowych meczach i na turniejach. Na turnieju MP 1978 we Wrocławiu w kategorii 56 kg zdobył brązowy medal przegrywając uzyskując ten sam wynik co wicemistrz (235 kg w dwuboju; 105 kg + 130 kg), jednak przegrał przez większą wagę ciała. W październiku 1978 ponownie awansował z drużyną Sanoczanki do I ligi. W trakcie trwających przygotowań na Letnie Igrzyska Olimpijskie 1980 w Moskwie, pod koniec 1978 był zaszeregowanych do kadry Polski „B”, będąc jednym z 16 kandydatów na olimpijczyków pochodzących z województwa rzeszowskiego. W MP 1979 w Nowym Dworze startował nadal w kategorii 56 kg i nie ukończył zawodów, po tym jak uzyskując we rwaniu 110 kg próbował pobić rekord Polski. Podczas pierwszego rzutu drużynowych mistrzostw Polski w kwietniu 1980 w Przemyślu otrzymał nominację olimpijską. Na MP 1980 w Opolu był piąty, startując w kategorii do 60 kg (tj. o jedną kategorię wyżej niż zwykle), a po turnieju został po raz kolejny powołany do olimpijskiej kadry Polski „B”. W tym samym roku ustanowił nowy rekord Polski w rwaniu w kategorii do 60 kg (wynik 128 kg). W sierpniu 1980 wynikiem 257,5 kg zwyciężył w kategorii do 60 kg podczas międzynarodowych zawodów o Puchar Bałtyku w szwedzkim Bollnäs (kadra Polski zajęła drugie miejsce). Na MP 1981 w Olsztynie startując w kategorii do 60 kg ustanowił po raz kolejny rekord Polski w rwaniu wynikiem 128,5 kg, jednak nie zaliczył żadnej próby w podrzucie, w związku z czym nie został sklasyfikowany w dwuboju. Reprezentował Polskę na mistrzostwa Europy i mistrzostwach świata w 1981. W styczniu 1982 przebywał na zgrupowaniu kadry narodowej w Zakopanem. W marcu 1982 zajął trzecie miejsce na turnieju we Frunze startując w kat. 60 i uzyskując w dwuboju wynik 267,5. Na MP 1982 w Tarnowskich Górach startując w kategorii 60 kg poprawił dwa rekordy Polski (129 kg w rwaniu i 158 kg w podrzucie) oraz uzyskał w dwuboju wynik 272,5 kg (122,5 + 150 kg) tym samym zdobywając srebrny medal (większą masą ciała przegrał z Czesławem Pawlukiem z Odry Opole. Rok później na turnieju 53. MP 1983 w Cetniewie odniósł największy sukces swój, a zarazem sanockiego klubu w jego historii, zdobywając złoty medal mistrzostw Polski i detronizując dotychczasowego mistrza Czesława Pawluka; uzyskał przy tym trzy rekordy Polski w kategorii piórkowej do 60 kg (w rwaniu 131 kg, w podrzucie 160,5 kg i w dwuboju 290 kg) oraz został najlepszym zawodnikiem mistrzostw w ogólnej punktacji. W sezonie 1983 został sklasyfikowany na 9. miejscu w zbiorczej punktacji zawodników „O złotą sztangę PZPC”. Na Mistrzostwach Polski 1984 nie startował. Przed sezonem 1985 powracał do formy po odniesionej kontuzji. W swojej karierze startował w kategoriach 56, 60 i 67,5 kg; w klasyfikacji polskich sztangistów lat 1973-1990 był sklasyfikowany z najlepszym wynikiem w kategorii 60 kg. Zakończył karierę w 1985. W styczniu 1986 podjął pracę szkoleniowca w Sanoczance. W sezonie 1987 szkoleniowcem rezerwowego zespołu Sanoczanki (juniorsko-młodzieżowego), startującego w III lidze. Podczas uroczystości otwarcia zawodów MP 1988 w Zakopanem we wrześniu tego roku odbyła się uroczystość pożegnania reprezentantów Polski oraz olimpijczyków, którzy zakończyli kariery zawodnicze, wśród których był Stanisław Zajdel. W 1991 zasiadł w zarządzie ZKS Sanoczanka Sanok. Po 1991 był trenerem wyciskania sztangi leżąc oraz trójboju siłowego w Sanoku.
Został pracownikiem fabryki Stomil Sanok. W wyborach samorządowych w 1990 startował z listy sanockiego Komitetu Obywatelskiego „Solidarność” i uzyskał mandat radnego Rady Miasta Sanoka.

## Odznaczenia i wyróżnienia
- Brązowy Krzyż Zasługi (1987)[56].
- Odznaka „Zasłużony Działacz Kultury Fizycznej” (1987)[57].
- Srebrna Odznaka Honorowa Związku Zawodowego Chemików (1980)[58].
- 22. miejsce w plebiscycie na najlepszego sportowca Polski południowo-wschodniej za rok 1977[59].
- 27. miejsce w plebiscycie na najlepszego sportowca Polski południowo-wschodniej za rok 1978[60].
- 16. miejsce w plebiscycie na najlepszego sportowca Polski południowo-wschodniej za rok 1981[61]
- 18. miejsce w plebiscycie na najlepszego sportowca Polski południowo-wschodniej za rok 1982[62]
- 12. miejsce w plebiscycie na najlepszego sportowca Polski południowo-wschodniej za rok 1983[63]
- Pierwsze miejsce w plebiscycie na najpopularniejszego sportowca Sanoka (5 razy), w tym za lata: 1976[64], 1979[65], 1982[66], 1983[67].
- Tytuł „Honorowy Sportowiec Roku” przyznany uznaniowo w ramach 27. Plebiscytu na Najpopularniejszego Sportowca Polski Południowo-Wschodniej za rok 1986, organizowanego przez dziennik „Nowiny”[68].
- Pierwsze miejsce w klasyfikacji wszech czasów plebiscytu na najpopularniejszego sportowca Sanoka: 1988, 1989 (po 14 i 15 edycjach)[69][70][71].